# Wortham, Texas
Wortham là một thị trấn thuộc quận Freestone, tiểu bang Texas, Hoa Kỳ. Năm 2010, dân số của thị trấn này là 1073 người.

## Dân số
- Dân số năm 2000: 1082 người.
- Dân số năm 2010: 1073 người.